# Francisco Alcaraz
Francisco Javier Alcaraz Leguizamón (4 ottobre 1960) è un ex calciatore ed ex giocatore di calcio a 5 paraguaiano.

## Carriera
Utilizzato nel ruolo di giocatore di movimento, come massimo riconoscimento in carriera ha la partecipazione con la Nazionale di calcio a 5 del Paraguay al FIFA Futsal World Championship 1989 dove i sudamericani sono giunti alla seconda fase, eliminati nel girone comprendente Argentina, Brasile e Stati Uniti. Partecipò inoltre al Mondiale '86.